# Bethanien Diakonissen-Stiftung
Die Bethanien Diakonissen-Stiftung ist eine gemeinnützige Stiftung, die aus der Fusion der beiden evangelisch-methodistischen Diakoniewerke Bethanien (gegründet 1874) und Bethesda (gegründet 1886) entstanden ist. Die Stiftung fördert die diakonische Arbeit mit Menschen in verschiedenen Einrichtungen und stellt Angebote für kranke und alte Menschen, Kinder, Jugendliche, für suchtkranke Menschen sowie für trauernde Eltern bereit.

## Organisation
Der Sitz der Stiftung ist in Frankfurt am Main. Kaufmännischer Vorstand ist zurzeit Uwe M. Junga, theologischer Vorstand ist Christian Voller-Morgenstern (Stand August 2023). Er wird unterstützt von einem 17-köpfigen Beirat.
Das Logo des Vereins – Kreuz, Anker, Herz – symbolisiert die drei Christlichen Tugenden Glaube, Hoffnung, Liebe, die für die Grundlage der diakonischen Arbeit in der Stiftung stehen.

## Geschichte
Am 8. Juli 1874 gründeten vier Prediger der Bischöflichen Methodistenkirche, Carl Weiß, Heinrich Mann, Jürgen Wischhusen und Friedrich Eilers, am Rande der jährlichen Konferenz (Synode) in Schaffhausen den Bethanien Verein mit Sitz in Frankfurt am Main. Der Name Bethanien stammt aus der Bibel und bezeichnet einen Ort in der Nähe von Jerusalem, wo sich Jesus oft aufgehalten hat.

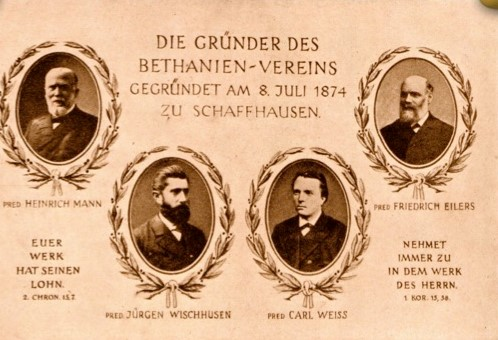
Die vier Gründer des Bethanien Vereins

Zwei Jahre nach der Gründung trat die erste Diakonisse in den Dienst des Vereins. Die Diakonissen begannen ihre Tätigkeit in der Privatpflege. Dabei pflegte eine Diakonisse in einer wohlhabenden Familie und verlangte dort so viel Entgelt, dass eine weitere Diakonisse eine arme Familie ohne Entgelt pflegen konnte. Die Zahl der Bethanien-Diakonissen wuchs beständig und sie weiteten ihre Arbeit auf immer mehr Städte aus, so dass einige neue Standorte, sogenannte Stationen, dazu kamen.
Im Jahr 1886 warben Pastoren der Evangelischen Gemeinschaft für die Gründung einer Mutterhausdiakonie. Bei der Vereinsgründung hatte der Bethesdaverein für allgemeine Krankenpflege zu Elberfeld bereits über 70 Mitglieder. Der Name Bethesda findet sich ebenfalls in der Bibel. Er bezeichnet einen Ort mit fünf Säulenhallen um einen Teich, an dem Jesus einen Kranken heilte. Die erste Bethesda-Diakonisse erhielt ihre Ausbildung beim Bethanien Verein in Frankfurt. Auch diese Arbeit weitete sich schnell aus und neue Standorte entstanden.
Die Bethanien- und Bethesda-Diakonissen weiteten ihre Tätigkeit teilweise bis in die USA und nach Japan aus. Im Laufe der Zeit stieg die Zahl der Diakonissen von Bethanien und Bethesda auf zusammen fast 1000 Frauen an.

### Gründung von Krankenhäusern und Pflegeheimen
In Hamburg konnten die Bethanien-Diakonissen die Menschen der Stadt bei der Choleraepidemie von 1892 so unterstützen, dass ihnen der Hamburger Senat als Anerkennung das Grundstück für ein eigenes großes Krankenhaus in Eppendorf übergab. Das neue Bethanien-Krankenhaus wurde 1893 eingeweiht. Nach den Anfängen in der Privatpflege hatte der Bethanien-Verein in Frankfurt im Jahr 1892 ein Haus in der Gaußstrasse als Standort für Mutterhaus und Krankenanstalt erworben. Da zum Verein schon vor dessen 25-jährigen Geburtstag über 200 Diakonissen gehörten, mussten neue, größere Räume geschaffen werden. Am 5. November 1908 eröffnete daher das Bethanien-Krankenhaus am Prüfling seine Pforten.

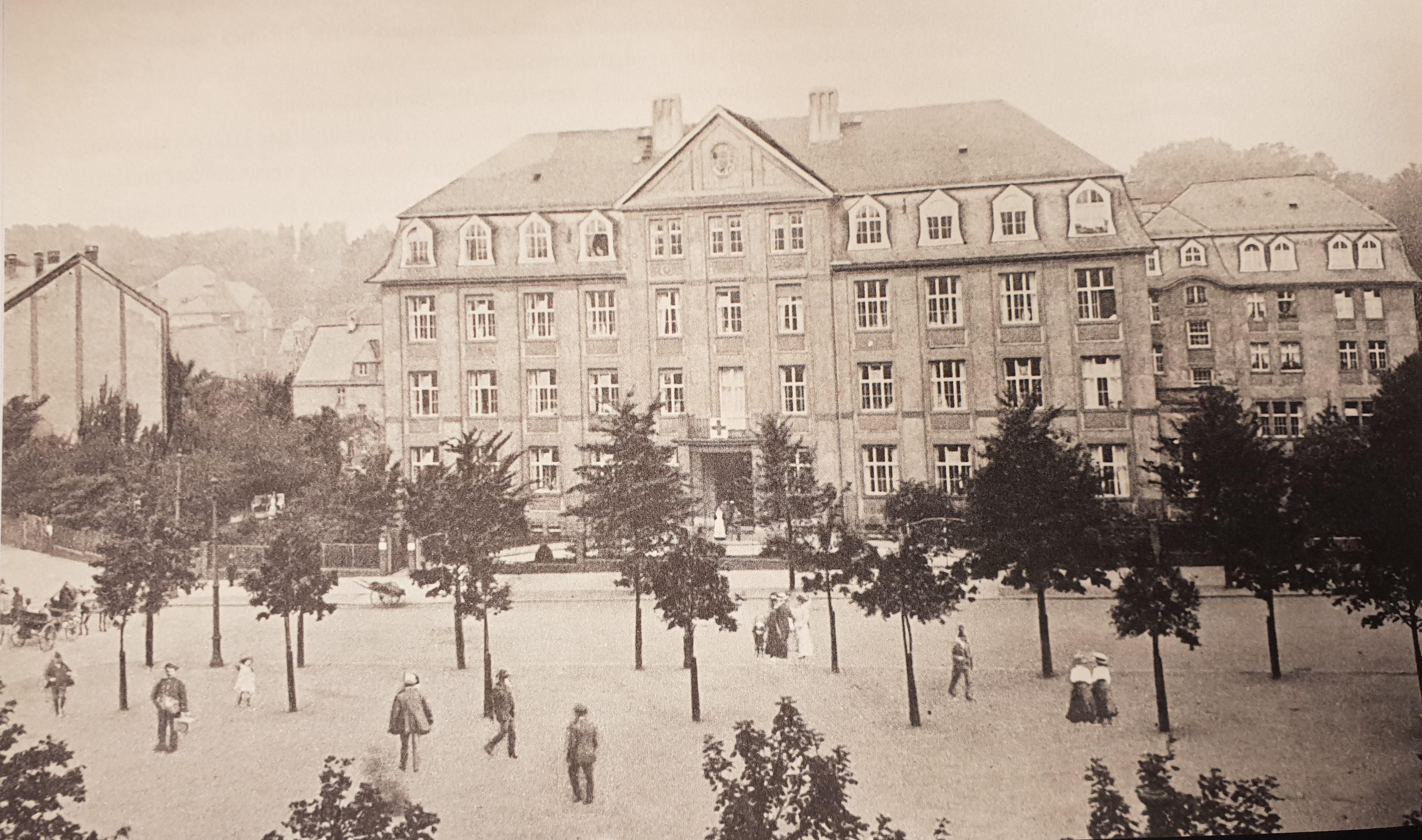
Gründung Bethanien Krankenhaus Frankfurt

Ebenfalls 1908 eröffnete das Diakoniewerk Bethesda an der Dieffenbachstraße in Berlin-Kreuzberg ein Krankenhaus mit Platz für 49 Patientenbetten und für 60 Diakonissen. Bethesda war seit Februar 1887 mit einer eigenen Station in Berlin tätig und konnte im November 1907 den Grundstein für dieses Haus legen. In den Folgejahren eröffneten die Diakoniewerke Bethanien und Bethesda weitere Krankenhäuser und Pflegeheime in Frankfurt, Hamburg, Berlin, Stuttgart, Seehausen, Ulm, Wuppertal, Chemnitz, Unna, Wiesloch, Rudolstadt, Bad Blankenburg, Mauer, Kraichtal, Heidelberg und Plauen.
Im Jahr 1977 waren noch ca. 80 Diakonissen der Bethanien-Schwesternschaft Frankfurt im aktiven Dienst, weitere 40 Diakonissen waren im Ruhestand. Für diese Diakonissen wurde mit dem Oberin Martha Keller-Haus am 27. April 1981 ein neues Mutterhaus eingeweiht. Im Laufe der Jahre wurde das Haus in eine Pflegeeinrichtung umgewandelt. Zugleich ist es bis heute das Mutterhaus für die Bethanien-Diakonissen in Frankfurt.

### Ausweitung der diakonischen Arbeitsbereiche
Um die diakonische Arbeit von Bethanien in eine zukunftsfähige Rechtsform zu überführen, wurde 1998 die Bethanien Diakonissen-Stiftung gegründet, die seitdem die Tradition und die Arbeit der Diakoniewerke Bethanien und Bethesda fortsetzt. Um christlichen Krankenhäusern die Möglichkeit zu geben, sich in dem immer stärkeren Wettbewerb durchzusetzen, gründete die Stiftung im Jahr 2002 gemeinsam mit anderen evangelischen Partnern die Agaplesion-gAG. In diese Gesellschaft wurden jeweils 60 % der Geschäftsanteile an den Betriebsgesellschaften eingebracht. Die Bethanien Diakonissen-Stiftung gestaltete die Weiterentwicklung ihrer Einrichtungen nunmehr sowohl als Mitgesellschafter auf der lokalen Ebene als auch über Hauptversammlung und Aufsichtsrat der Verbundgesellschaft.
2012 wurden als neue Arbeitsfelder die Suchtkrankenhilfe, die Jugendhilfe und die Arbeit mit Eltern von Sternenkinder festgelegt. Im Jahr 2013 begann die Arbeit in der Suchtkrankenhilfe durch die Übernahme der Mehrheit der Anteile an der Fachklinik Klosterwald sowie die Etablierung der Zusammenarbeit mit dem Verein Kommt ... Suchtkrankenhilfe Crottendorf e. V., dessen Arbeit im Jahr 2019 ganz auf die Bethanien Diakonissen-Stiftung übergegangen ist.
Ende 2014 wurde das erste Jugendprojekt der Stiftung, der offene Kinder- und Jugendtreff basement26 in Frankfurt eingeweiht. In den Folgejahren kamen die Jugendzentren in Chemnitz (2016), Berlin (2017), Karlsruhe (2018), Hamburg (2019) und Braunschweig (2020) hinzu.
Mit Beginn des Schuljahrs 2015 ging die Bethesda-Kita in Wuppertal als erste Kita in die Trägerschaft der Stiftung über. Es folgte die Übernahme von weiteren Kitas in Solingen, Mülheim an der Ruhr, Wuppertal, Dreieich sowie in Benningen am Neckar. Zusätzlich wurden zwei eigene Kitas in Gründau und Wuppertal gegründet.